# Punkt-in-Polygon-Test nach Jordan
Der Punkt-in-Polygon-Test nach Jordan prüft, ob ein bestimmter Punkt in der Ebene innerhalb, außerhalb oder an der Grenze eines Polygons liegt.
Nach dem Jordanschen Kurvensatz teilen, vereinfacht gesagt, die Ränder eines Polygons den Datenraum in eine Innen- und eine Außenseite. Für viele Anwendungen ist es nötig, herauszufinden, ob ein Punkt innerhalb oder außerhalb eines Polygons liegt.

## Strahl-Methode

Die Anzahl der Schnittpunkte für einen Strahl, der von der Außenseite des Polygons bis zu einem beliebigen Punkt verläuft.

Bei der Strahl-Methode wird von dem zu testenden Punkt ein Strahl in eine beliebige Richtung versendet. Dabei wird gezählt, wie oft der Strahl die Kanten des Polygons schneidet. Es können drei Fälle unterschieden werden:
1. eine gerade Anzahl von Schnittpunkten
2. eine ungerade Anzahl von Schnittpunkten
3. unendlich viele Schnittpunkte

Ist die Anzahl ungerade, liegt der Punkt innerhalb des Polygons, ist sie gerade, liegt er außerhalb. Im Fall von unendlich vielen Schnittpunkten verlief der Strahl direkt auf einer Kante. Der Test muss dann mit einem anderen Winkel wiederholt werden. Durch eine verfeinerte Betrachtung der relativen Lage des Testpunktes und der Kantenenden im kollinearen Fall kann jedoch auf solch eine Wiederholung mit einem anderen Winkel verzichtet werden.

## Pseudocode
Der folgende Pseudocode zählt die Schnittpunkte entlang dem horizontal nach rechts gerichteten Strahl mit besonderer Beachtung der auf dem Strahl liegenden Ecken:
```
Funktion
:
  
PunktInPolygon

Parameter
:
 
Ecken
 
P
[
1
],
 
...,
P
[
n
]
 
eines
 
ebenen
 
Polygons
 
P
,
 
Testpunkt
 
Q

Rückgabe
:
  
+
1
,
 
wenn
 
Q
 
innerhalb
 
P
 
liegt
;

           
−
1
,
 
wenn
 
Q
 
außerhalb
 
P
 
liegt
;

           
0
,
 
wenn
 
Q
 
auf
 
P
 
liegt

  
Setze
 
P
[
0
]
 
=
 
P
[
n
]
 
und
 
t
 
=
 
−
1

  
Für
 
i
 
=
 
0
,
 
...,
 
n
−
1

    
Setze
 
t
 
=
 
t
 
*
 
KreuzProdTest
(
Q
,
P
[
i
],
P
[
i
+
1
])

    
Wenn
 
t
 
=
 
0

      
Abbruch
 
der
 
Schleife

  
Ergebnis
:
 
t

Funktion
:
  
KreuzProdTest

Parameter
:
 
Punkte
 
A
 
=
 
(
x_A
,
y_A
),
 
B
 
=
 
(
x_B
,
y_B
),
 
C
 
=
 
(
x_C
,
y_C
)

Rückgabe
:
  
−
1
,
 
wenn
 
der
 
Strahl
 
von
 
A
 
nach
 
rechts
 
die
 
Kante
 
[
BC
]
 
schneidet
 
(
außer
 
im
 
unteren
 
Endpunkt
);

           
0
,
 
wenn
 
A
 
auf
 
[
BC
]
 
liegt
;

           
sonst
 
+
1

  
Wenn
 
y_A
 
=
 
y_B
 
=
 
y_C

    
Wenn
 
x_B
 
≤
 
x_A
 
≤
 
x_C
 
oder
 
x_C
 
≤
 
x_A
 
≤
 
x_B

      
Ergebnis
:
 
0

    
sonst

      
Ergebnis
:
 
+
1

  
Wenn
 
y_A
 
=
 
y_B
 
und
 
x_A
 
=
 
x_B

    
Ergebnis
:
 
0

  
Wenn
 
y_B
 
>
 
y_C

    
Vertausche
 
B
 
und
 
C

  
Wenn
 
y_A
 
≤
 
y_B
 
oder
 
y_A
 
>
 
y_C

    
Ergebnis
:
 
+
1

  
Setze
 
Delta
 
=
 
(
x_B
−
x_A
)
 
*
 
(
y_C
−
y_A
)
 
−
 
(
y_B
−
y_A
)
 
*
 
(
x_C
−
x_A
)

  
Wenn
 
Delta
 
>
 
0

    
Ergebnis
:
 
−
1

  
sonst
 
wenn
 
Delta
 
<
 
0

    
Ergebnis
:
 
+
1

  
sonst

    
Ergebnis
:
 
0

```

Hinweis: Gemäß der Beschreibung des Rückgabewertes der Funktion KreuzProdTest wird bei Delta > 0 der Wert {\displaystyle -1} zurückgegeben. Wenn stattdessen das Vorzeichen von Delta zurückgegeben wird, liefert die Funktion PunktInPolygon auch das korrekte Ergebnis. In diesem Fall werden die Schnittpunkte der Kanten mit einem von {\displaystyle A} nach links verlaufenden Strahl gezählt.

## Programmierung
Das folgende Beispiel in der Programmiersprache C# zeigt die Implementierung des Algorithmus. Die Punkte und die konvexe Hülle werden auf dem Hauptfenster gezeichnet. Das Programm verwendet mehrere Klassen. Bei der Ausführung des Programms wird die Methode Main verwendet, die das Ergebnis auf der Konsole ausgibt.
```
using
 
System
;

using
 
System.Drawing
;

// Diese Methode gibt true zurück, wenn der Punkt innerhalb des Polygons liegt, sonst false

private
 
static
 
bool
 
IsInside
(
Point
[]
 
polygon
,
 
Point
 
point
)

{

	
bool
 
isInside
 
=
 
false
;

	
for
 
(
int
 
i
 
=
 
0
;
 
i
 
<
 
polygon
.
Length
;
 
i
++
)
 
// Diese for-Schleife durchläuft alle Ecken des Polygons

	
{

		
int
 
j
 
=
 
(
i
 
+
 
1
)
 
%
 
polygon
.
Length
;
 
// Index der nächsten Ecke

		
if
 
(
polygon
[
i
].
Y
 
<
 
point
.
Y
 
&&
 
polygon
[
j
].
Y
 
>=
 
point
.
Y
 
||
 
polygon
[
j
].
Y
 
<
 
point
.
Y
 
&&
 
polygon
[
i
].
Y
 
>=
 
point
.
Y
)

		
{

			
if
 
((
point
.
Y
 
-
 
polygon
[
i
].
Y
)
 
*
 
(
polygon
[
j
].
X
 
-
 
polygon
[
i
].
X
)
 
<
 
(
point
.
X
 
-
 
polygon
[
i
].
X
)
 
*
 
(
polygon
[
j
].
Y
 
-
 
polygon
[
i
].
Y
))
 
// Wenn der Strahl die Kante schneidet, Rückgabewert zwischen true und false wechseln

			
{

				
isInside
 
=
 
!
isInside
;

			
}

		
}

	
}

	
return
 
isInside
;

}

// Hauptmethode, die das Programm ausführt

public
 
static
 
void
 
Main
(
String
[]
 
args
)

{

	
int
 
x1
 
=
 
0
,
 
y1
 
=
 
0
,
 
x2
 
=
 
100
,
 
y2
 
=
 
100
;
 
// Setzt die Koordinaten der Eckpunkte der quadratischen Fläche

	
Random
 
random
 
=
 
new
 
Random
();
 
// Initialisiert den Zufallsgenerator

	
int
 
numberOfVertices
 
=
 
10
;

	
Point
[]
 
polygon
 
=
 
new
 
Point
[
numberOfVertices
];
 
// Deklariert ein Array für die Ecken des Polygons

	
for
 
(
int
 
i
 
=
 
0
;
 
i
 
<
 
numberOfVertices
;
 
i
++
)
 
// Diese for-Schleife erzeugt 10 zufällige Ecken innerhalb der quadratischen Fläche

	
{

		
Point
 
point
 
=
 
new
 
Point
();

		
point
.
X
 
=
 
(
int
)(
random
.
NextDouble
()
 
*
 
(
x2
 
-
 
x1
)
 
+
 
x1
);

		
point
.
Y
 
=
 
(
int
)(
random
.
NextDouble
()
 
*
 
(
y2
 
-
 
y1
)
 
+
 
y1
);

		
polygon
[
i
]
 
=
 
point
;
 
// Fügt die Ecke dem Polygon hinzu

	
}

	
// Erzeugt einen zufälligen Punkt innerhalb der quadratischen Fläche

	
Point
 
randomPoint
 
=
 
new
 
Point
();

	
randomPoint
.
X
 
=
 
(
int
)(
random
.
NextDouble
()
 
*
 
(
x2
 
-
 
x1
)
 
+
 
x1
);

	
randomPoint
.
Y
 
=
 
(
int
)(
random
.
NextDouble
()
 
*
 
(
y2
 
-
 
y1
)
 
+
 
y1
);

	
string
 
text
 
=
 
"Liegt der Punkt ("
 
+
 
randomPoint
.
X
 
+
 
", "
 
+
 
randomPoint
.
Y
 
+
 
") innerhalb des Polygons mit den Ecken "
;

	
for
 
(
int
 
i
 
=
 
0
;
 
i
 
<
 
numberOfVertices
 
-
 
1
;
 
i
++
)

	
{

		
text
 
+=
 
"("
 
+
 
polygon
[
i
].
X
 
+
 
", "
 
+
 
polygon
[
i
].
Y
 
+
 
"), "
;

	
}

	
text
 
+=
 
"("
 
+
 
polygon
[
numberOfVertices
 
-
 
1
].
X
 
+
 
", "
 
+
 
polygon
[
numberOfVertices
 
-
 
1
].
Y
 
+
 
") ?"
;

	
Console
.
WriteLine
(
text
);
 
// Ausgabe der Koordinaten auf der Konsole

	
if
 
(
IsInside
(
polygon
,
 
randomPoint
))
 
// Aufruf der Methode

	
{

		
Console
.
WriteLine
(
"Ja"
);
 
// Ausgabe auf der Konsole

	
}

	
else

	
{

		
Console
.
WriteLine
(
"Nein"
);
 
// Ausgabe auf der Konsole

	
}

	

	
Console
.
ReadLine
();

}

```

## Anwendungsgebiete
Diese Methode findet vor allem in Geoinformationssystemen Anwendung.